# Somos (album)
Somos è l'ottavo album in studio del gruppo musicale spagnolo Jarabedepalo, pubblicato il 18 febbraio 2014 dalla Tronco Records, etichetta appartenente alla  Carosello.
La versione iTunes dell'album contiene le collaborazioni con gli italiani Kekko Silvestre dei Modà e Jovanotti, con i quali canta la versione in italiano di due dei brani contenuti nella versione originale.

## Tracce
1. Somos (feat. Gabylonia & Montse Moreno "La Duende") – 4:06
2. Hoy no soy yo – 3:43
3. Tu mandas – 3:16
4. Vecina (feat. Leiva) – 3:13
5. ¿A donde vas? (feat. Ximena Sariñana) – 3:28
6. Bala perdida – 4:01
7. Siempre, nunca, nada – 3:24
8. Tu no sabes quien soy – 3:52
9. Lo que te voy a decir – 3:36
10. A mi novia le gustan las chicas – 3:23
11. Ilusinaciones – 3:21
12. Buenas noticias – 2:59

Tracce bonus nell'edizione iTunes
1. Siamo (feat. Jovanotti) – 4:06
2. Oggi non sono io (feat. Kekko Silvestre) – 3:45

## Formazione
Jarabedepalo
- Pau Donés – voce, chitarra
- Jaime Burgos – pianoforte
- Jordi Vericat – basso
- Alex Tenas – batteria, percussioni

Altri musicisti
- Gabylonia – voce in Somos
- Montse "La Duende" Moreno – voce in Somos
- Leiva – voce in Vecina
- Ximena Sariñana – voce in ¿A donde vas?
- Jovanotti – voce in Siamo
- Kekko Silvestre – voce in Oggi non sono io
- Micky Forteza Rey – cori

## Classifiche
| Classifica (2014) | Posizione massima |
| ----------------- | ----------------- |
| Spagna            | 31                |